# Craig Barrett
Pour les articles homonymes, voir Barrett.
Craig R. Barrett, né le 29 août 1939, est un homme d'affaires américain. Il est président d'Intel en 1997 puis président-directeur général de 1998 à 2005, puis siège au sein du conseil d'administration jusqu'en mai 2009.
Il a fait partie du conseil supérieur de l'exécutif des conseillers internationaux de Hong Kong de 1998 à 2008.

## Formation
Craig Barrett détient un doctorat de l'université de Stanford. Après ses études, il rejoint le département des sciences des matériaux et d'ingénierie de l'université jusqu'en 1974.
Il sera ensuite membre du programme postdoctoral de l'OTAN au National Physical Laboratory (laboratoire national de physique de Grande-Bretagne) de 1964 à 1965 et du Programme Fulbright à l'Université technique du Danemark en 1972.

## Récompenses et Publications
En  1969, il reçoit le prix Robert Lansing Hardy de la Minerals, Metals & Materials Society et devient membre de l'académie nationale d'ingénierie américaine.
Craig Barrett a écrit plus de quarante publications traitant de l'influence de la microstructure sur la propriété des matériaux ainsi qu'un livre intitulé "The Principles of Engineering Materials" (Les principes du génie des matériaux) .
Conjointement avec sa femme Babara, il a reçu le prix Woodrow Wilson le 31 janvier 2006 à Phoenix (Arizona)[réf. nécessaire].
Il détient un Datukship, titre honorifique Malaisien[réf. nécessaire].
Le 3 juin 2008, il a reçu le titre de docteur de l'université d'État de Novossibirsk au cours d'une cérémonie à Akademgorodok pour la coopération entre Intel et l'université. Ce partenariat s'est traduit par de nombreux serveurs et postes de travail aux chercheurs (notamment aux météorologues). Un badge de la division sibérienne de l'Académie des sciences de Russie lui a aussi été offert à cette occasion.

## Postes occupés chez Intel
Embauché en 1974 comme ingénieur, Craig Barrett a été promu vice-président en 1984 puis vice-président senior en 1987, et enfin vice-président exécutif en 1990. En 1992, il est élu au conseil d'administration et sera nommé directeur général un an plus tard. Il devient le quatrième président d'Intel en mai 1997 puis son PDG en 1998. À la fin de son mandat en 2005 auquel lui a succédé Paul Otellini, il siégera au conseil d'administration. En janvier 2009, il a annoncé qu'il se désisterait de son poste en mai de la même année.